# 23 образи Петрика П'яточкина
«23 обра́зи Петрика П'яточкина» (міжнародна назва англ. Trouble Nubble Gum) — майбутній український анімаційний фільм режисера Ростислава Гарбара за мотивами однойменної книги Наталі Гузєєвої. Є продовженням мультфільму «Як Петрик П'яточкин слоників рахував» (1984).

## Синопсис
Думка дорівнює дії, ім'я дорівнює людині. Коли школяр Петрик, образившись, лише подумав помститися однокласникам і витер їхні імена з написаного до нього листа, діти зникли із реального світу і потрапили до гумової Баронії. Її правитель Барон Примадон всіляко намагається використовувати дитячі образи й злість, щоб примножувати населення своєї країни. Разом із подругою Катрусею та вчителькою Бо-Бо Петрик вирушає до гумової країни, аби врятувати однокласників. Для цього йому треба дізнатися таємницю Барона.

## Виробництво
Наприкінці 2016 року Studio KAPI розпочала розробку повнометражного анімаційного фільму «23 образи Петрика П'яточкина». Режисером став Ростислав Гарбар, а сценаристкою — творчиня персонажа Наталя Гузєєва. На основі її однойменної книги і створюється стрічка. Продюсером проєкту є Михаль Маргуліс.
У 2018 році проєкт виграв пітчинг Ukranian Film Found.
У 2020 році «23 образи Петрика П'яточкина» став єдиним українським анімаційним проєктом, відібраним на пітчинг до Cartoon Movie у Бордо.

## Реліз
Фестивальний реліз фільму був запланований на третій квартал 2022 року.

### Маркетинг
23 лютого 2020 року вийшов тизер фільму.